# Badener Mühlbach

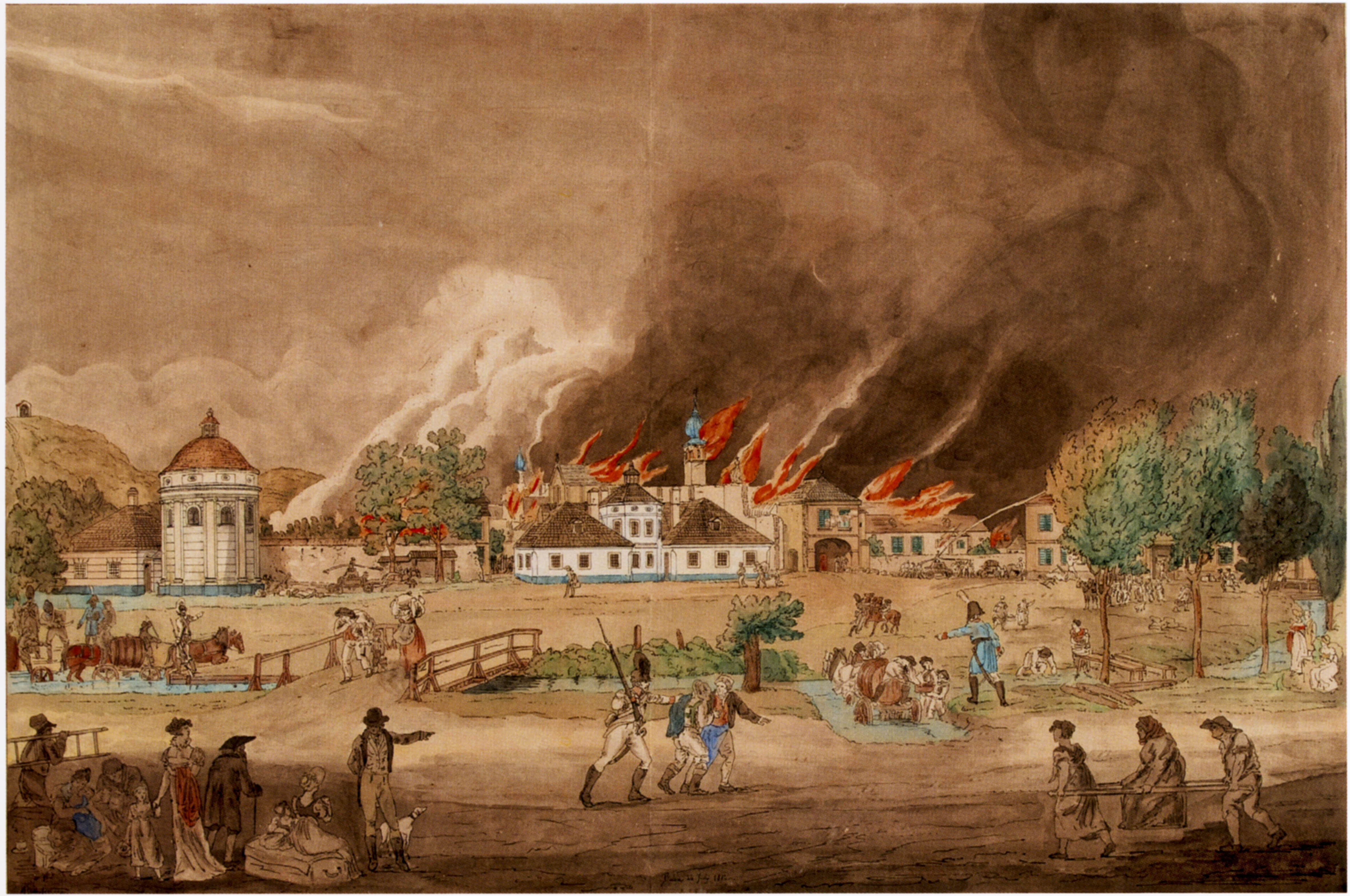
Baden bei Wien, Josefsplatz, Stadtbrand 1812, Löschwasserschöpfen in der ersten (rechts) und zweiten Einfahrt

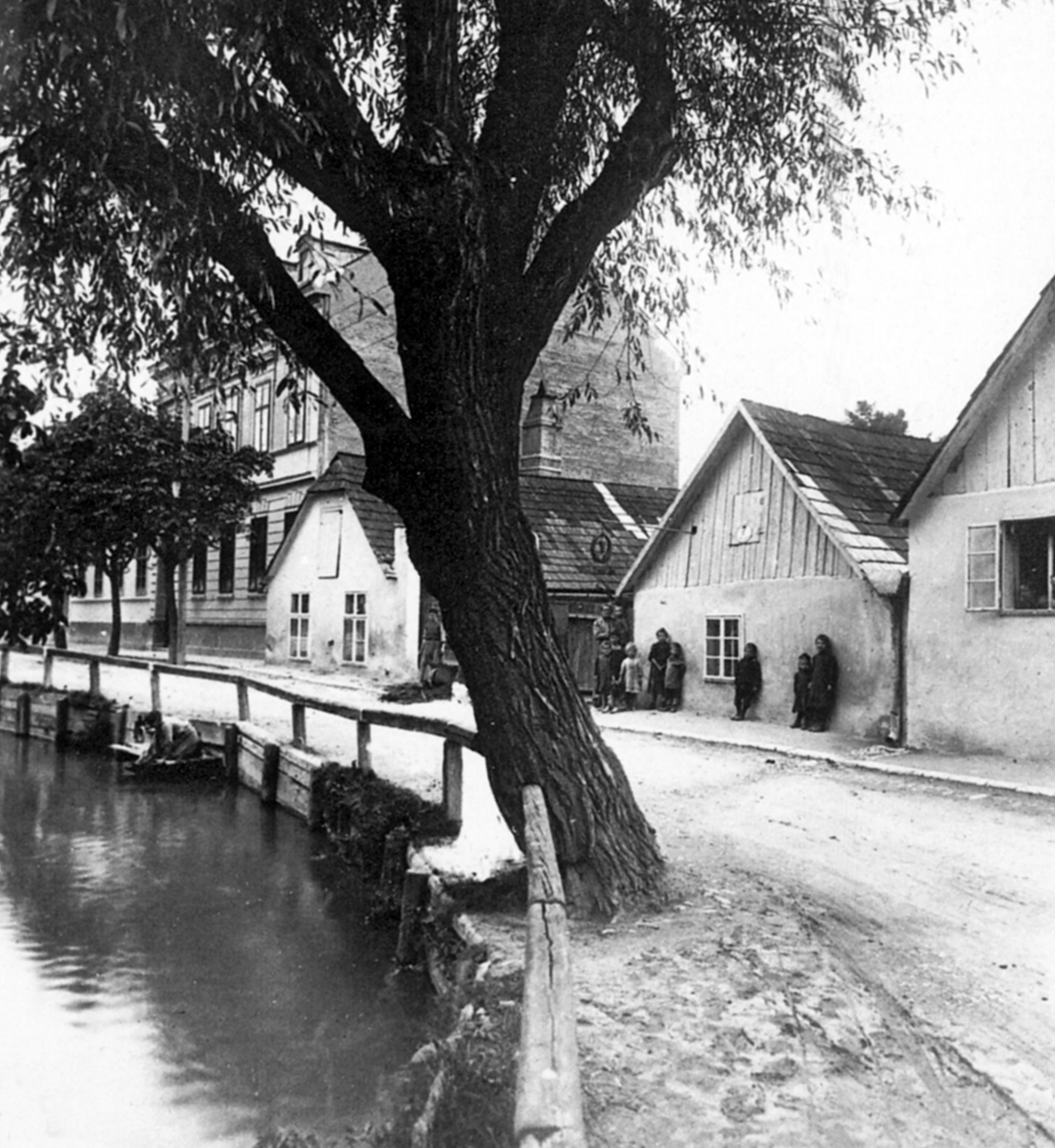
Baden bei Wien, Mühlbach gegenüber Wörthgasse 7 (Ausg’steckt-Kranzerl), 1910

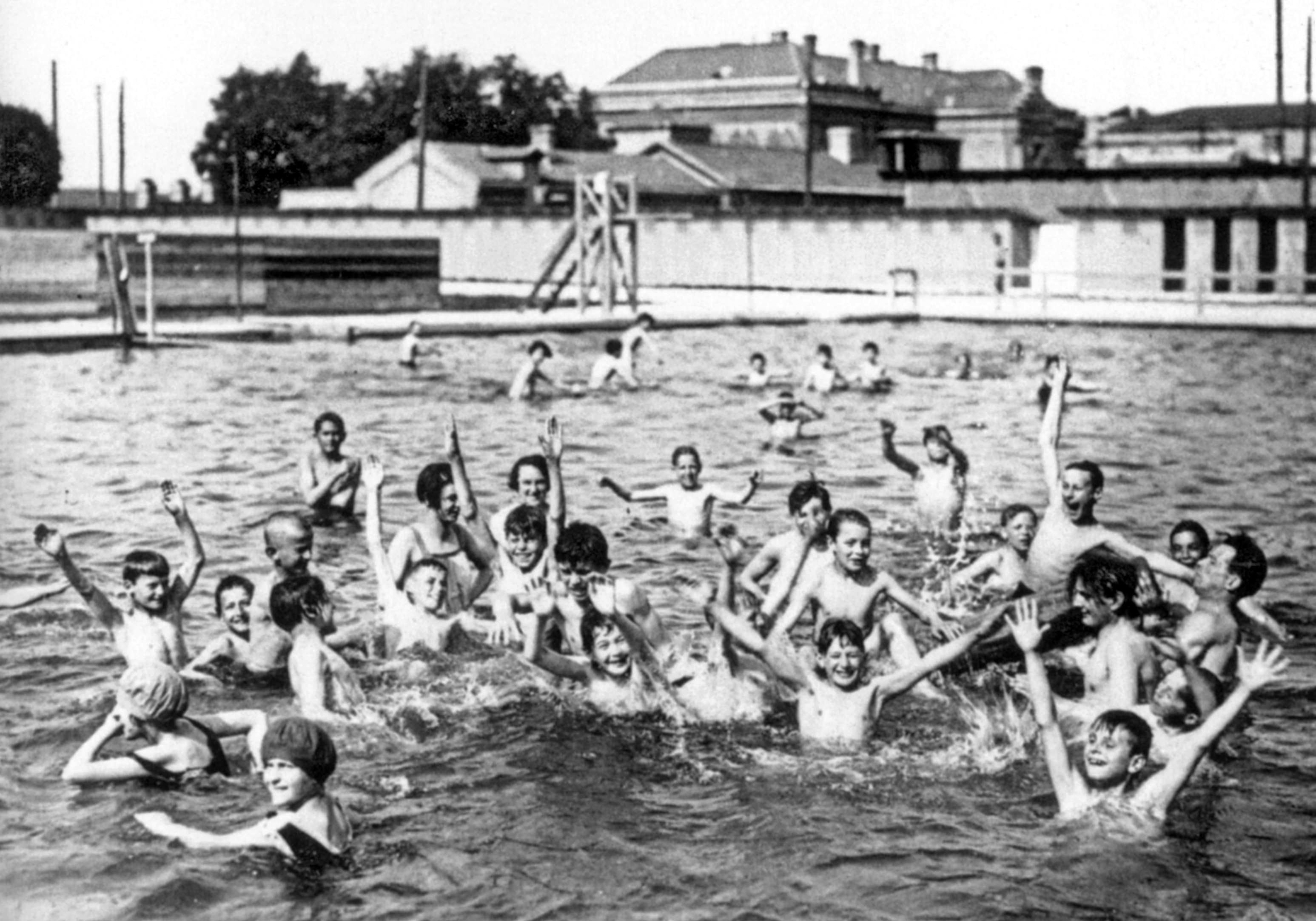
Baden bei Wien, Freiluftbad Badener Gänsehäufl (um 1924)

Der Badener Mühlbach (auch nur Mühlbach) wird von der Schwechat im Helenental durch Baden (Holzrechenplatz – Wehr, westlich der Querung der I. Wiener Hochquellenwasserleitung) abgeleitet und dürfte ein zum Teil nachgegrabenes, zum Teil natürliches Gerinne sein.

## Geschichte
Im Mittelalter wurde der Mühlbach als Wassersperre zum Schutz für Städte und Burgen verwendet (den beiden Stadtteilen Badens Weikersdorf und Leesdorf, Tribuswinkel und Traiskirchen).
Das Alter des Mühlbachs beträgt etwa 900 Jahre, er ist 13,2 km lang und mündet in Guntramsdorf, Am Tabor, in den Heidbach (auch Haidbach genannt). In Laxenburg verzweigt er sich in mehrere Arme und durchfließt den Westteil des Laxenburger Schlossparks. In der Nordostecke des Parks führt der Lobenbach alle Parkabflüsse zur Schwechat in Achau.
Der Mühlbach betrieb einst 33 Mühlen. Die Mühlen benötigten für den Betrieb eine gleichmäßige Wassermenge und eine Möglichkeit zur Regulierung. Ein Fluss wie die Schwechat mit regelmäßigem Hochwasser war dafür nicht geeignet; auch wären Mühlengebäude an der Schwechat gefährdet gewesen. Daher war der Mühlbach für die wirtschaftliche Entwicklung dieser Region von großer Bedeutung, was in vielen Dokumenten und Geschichten überliefert ist. Die Instandhaltung des Mühlbaches, die Erhaltung und Ufergestaltung scheint in vielen Urkunden und so manchen Streitsachen auf.
Der Badener Mühlbach wird von der „Wassergenossenschaft an der oberen Schwechat und dem Badener Mühlbach“ betreut. Heute werden der Doblhoffteich, die (ehemalige) Semperit, die Eisengießerei Möllersdorf (nunmehr: EGM-Industrieguss GmbH) sowie die Assmannmühle in Guntramsdorf vom Mühlbach mit Wasser versorgt.
1890 wurde gegenüber dem Eingang des Trabrennplatzes, im Bereich der heutigen Mühlgasse 102 sowie Josef-Kollmann-Straße 60, die von der Wasserkraft des Mühlbachs getriebene Schelmühle abgerissen. Auf diesem Areal wurde 1923, drei Jahre vor der Eröffnung des Thermalstrandbades Baden, ein vom Mühlbach gespeistes Familienbad mit Café und Restaurationsbetrieb privat errichtet. Das Freiluftbad Badener Gänsehäufl, 1924 eröffnet, 1926 von der Stadt Baden ersteigert und in Folge übernommen, blieb viele Jahre erhalten.
Zumindest seit Beginn des 19. Jahrhunderts wurde im Stadtgebiet Baden die insbesondere von den Mühlenbetreibern, aber auch von der Bevölkerung geforderte Pflege des Gerinnes als „Mühlbachabkehr“ vorgenommen. Damit verbunden war das mit dem durch eine Wehranlage gesteuerte Ablassen des Wassers. Genaue Termine für die Räumung der verschiedenen Bachabschnitte wurden dafür festgelegt. Da der Bach oft auch als Müllentsorgung verwendet wird, sammelt sich viel Schlamm und Unrat an, den vier Arbeiter innerhalb von zwei Wochen beseitigten.
2003 wurde die Mühlbachabkehr für eingestellt erklärt. – Seit spätestens 2009 finden jedoch wieder Mühlbachabkehren statt. Im Zuge der Fertigstellung des auf dem Badener Josefsplatz seit Juni 2013 auf ca. 30 m wieder geöffneten Bachbetts wurde die Abkehr der zweiten Julihälfte 2013 wegen des damit verbundenen niedrigen Wasserstands für Maurer- und Pflastererarbeiten genutzt.

## Bilder

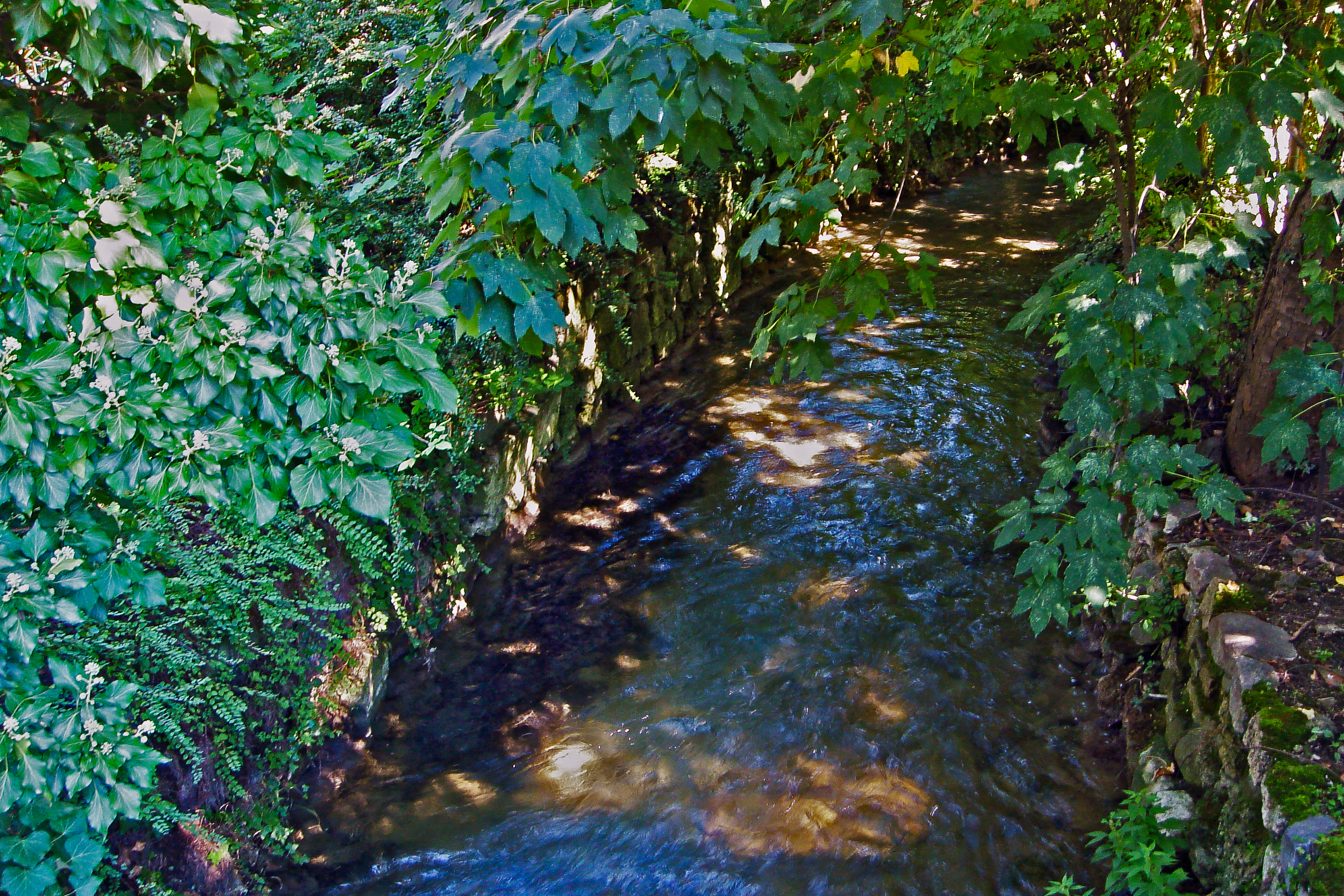
Von der Fußgängerbrücke nördlich der Rollettgasse, im Nahbereich der ehemaligen (abgebrochenen) Gutenbrunner bzw. Post- bzw. Schlossmühle.[9] (Blick in Fließrichtung).
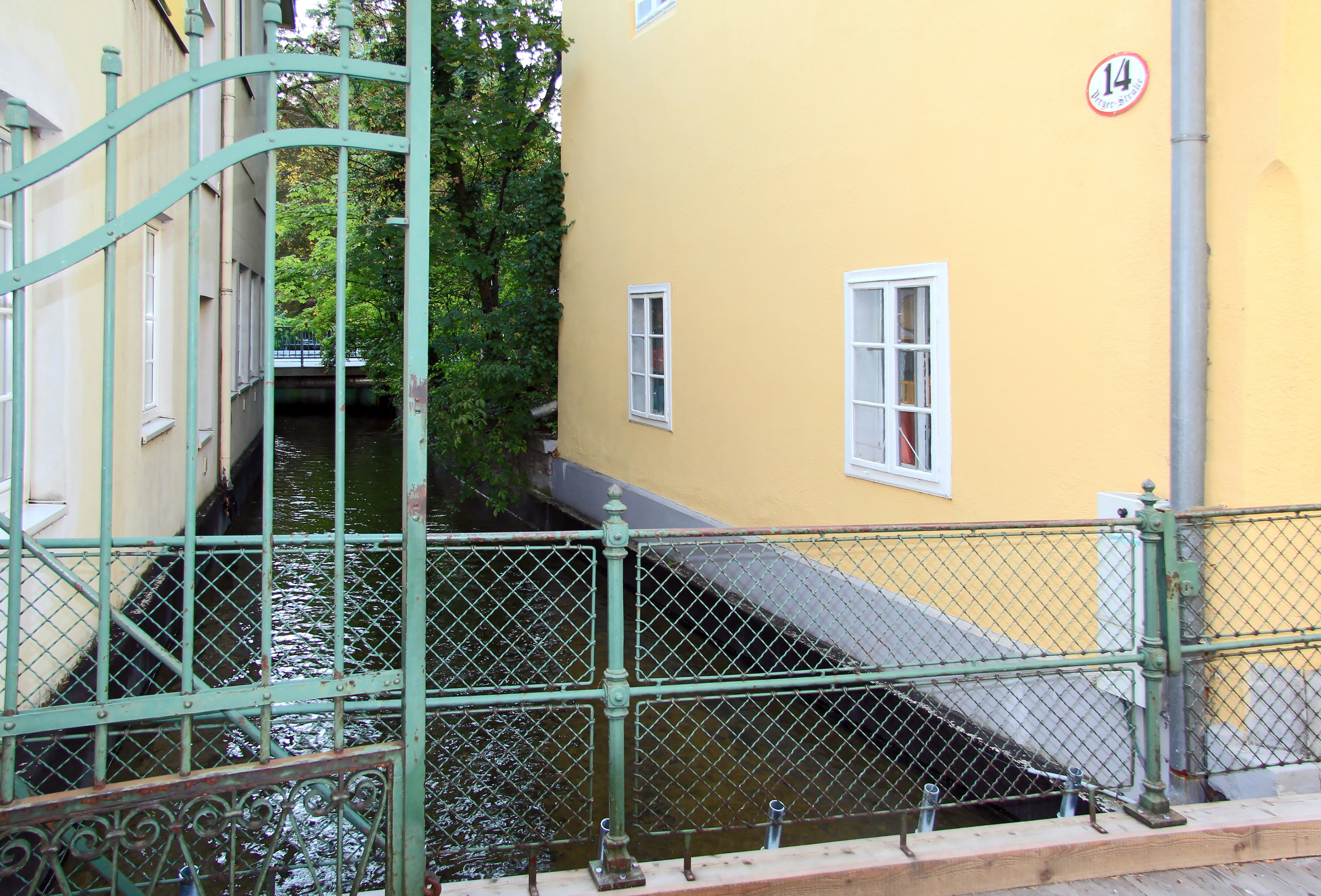
Im Bereich des ehemaligen Badener Bürgerspitals (Zugang Pergerstraße 14), im Zulauf zur Anna-Mühle[10] (Blick gegen Fließrichtung).
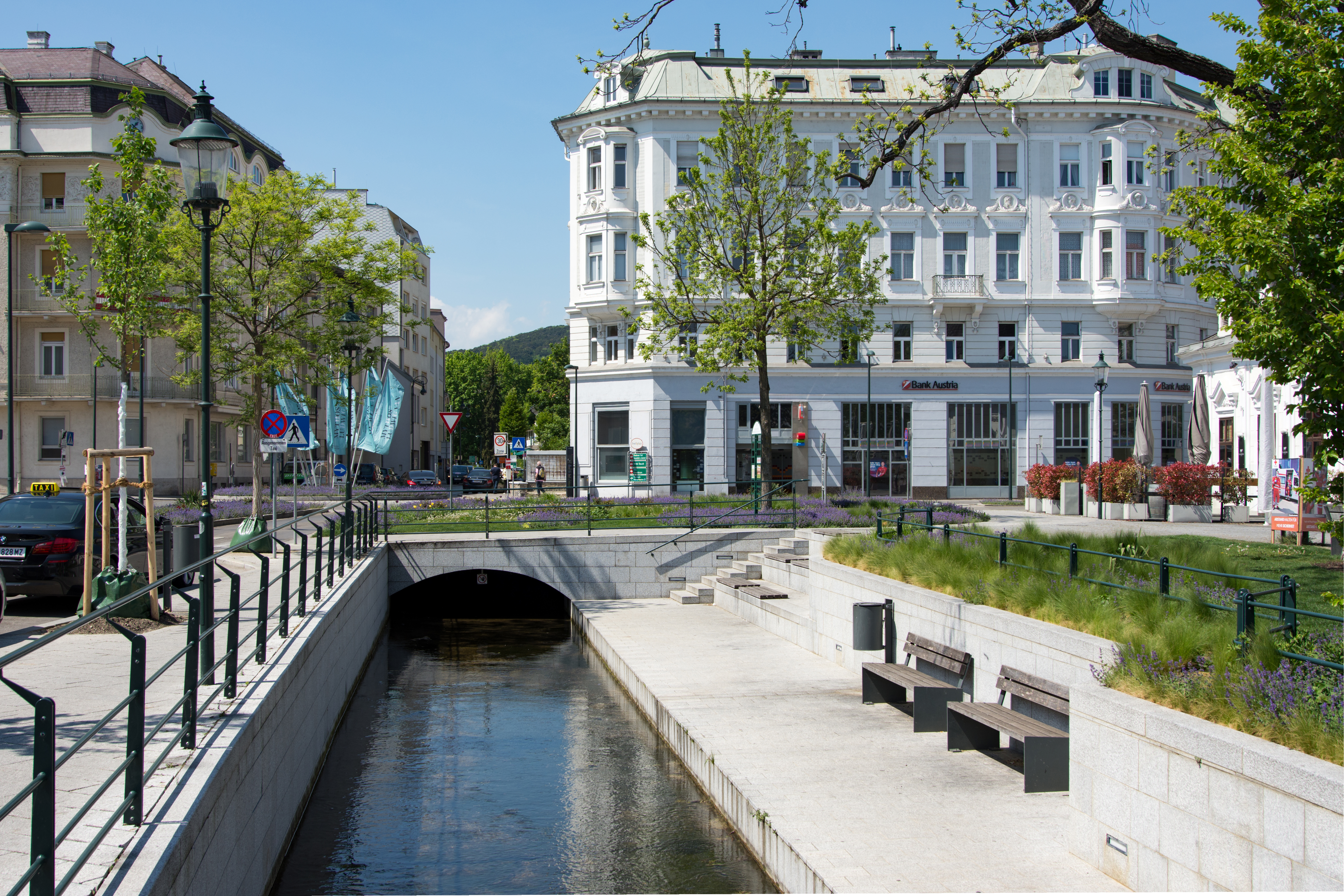
Baden, Josefsplatz: Westportal des 2013 wieder geöffneten Bachbetts
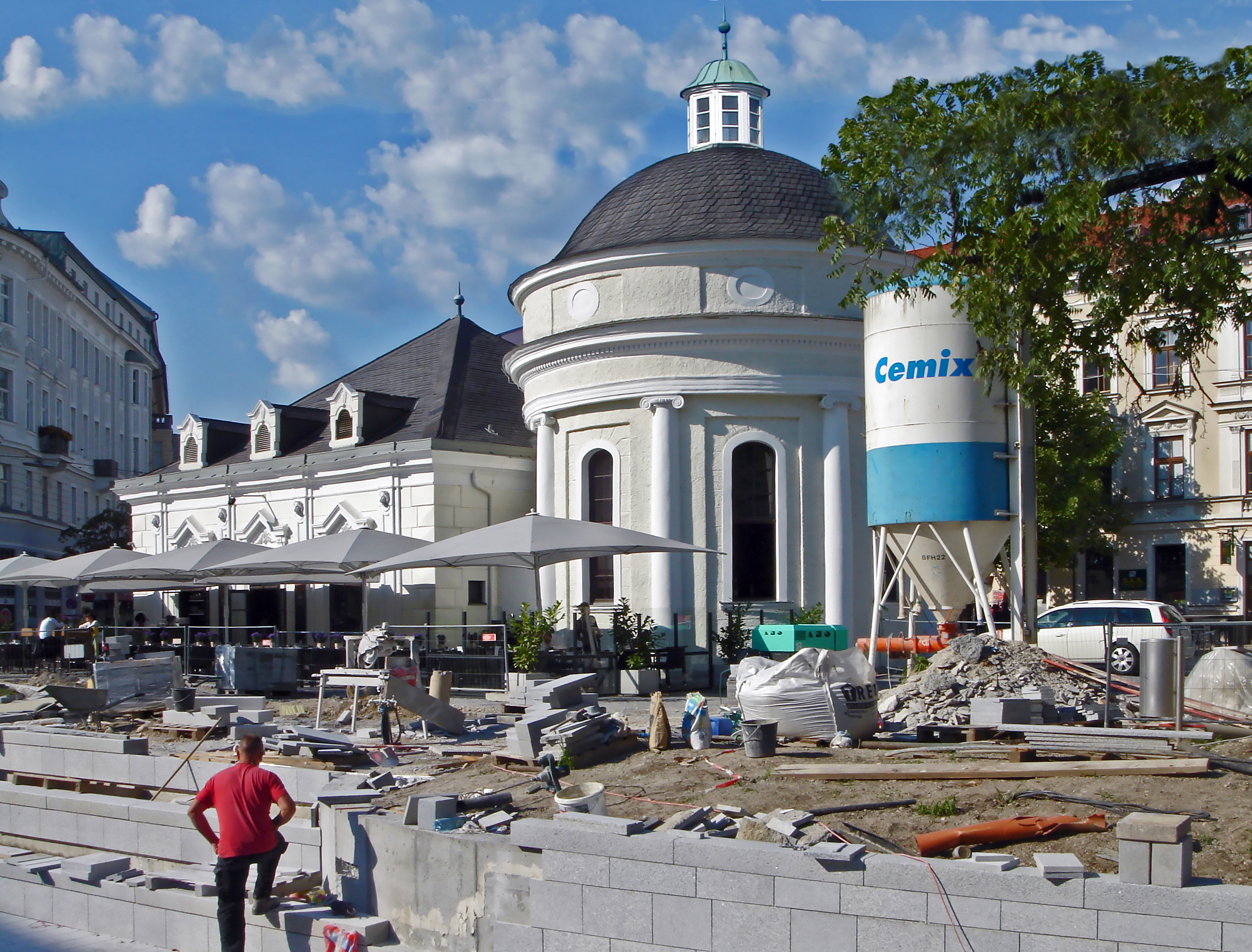
Baden, Josefsplatz, Fertigstellung der nördlichen Ufermauer; Hintergrund: Josefsbad
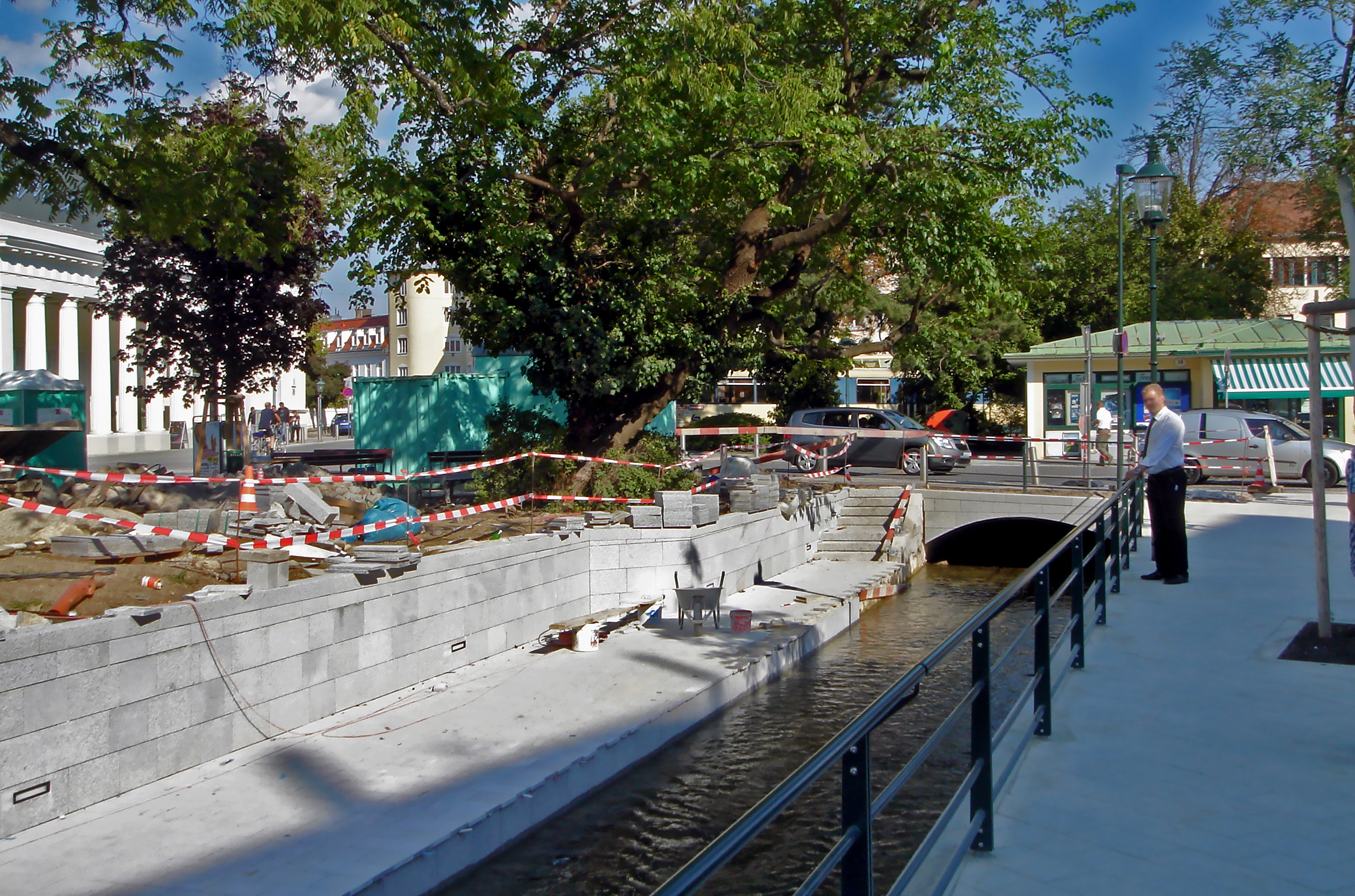
Baden, Josefsplatz: Ostportal des 2013 wieder geöffneten Bachbetts; Anschnitt links: Arnulf-Rainer-Museum[Anm. 8]
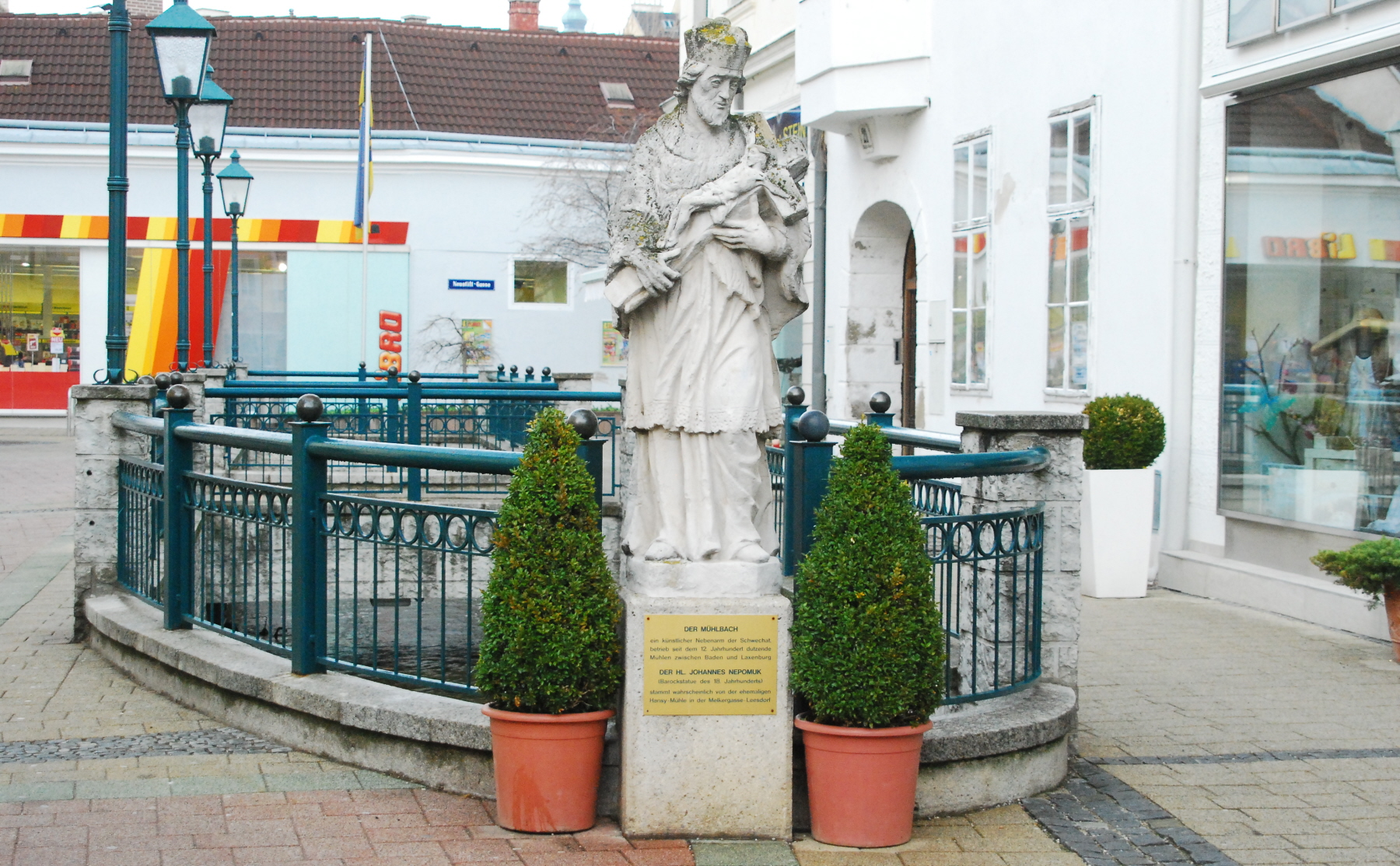
Freigelegtes Gerinne vor Wassergasse 14